# Vila Nova Futebol Clube
Maillots
Actualités
Dernière mise à jour : 19 août 2025.
Le Vila Nova Futebol Clube est un club brésilien de football  de la ville de Goiânia dans l'État de Goiás.

## Histoire
Le club est fondé en 1943 sous le nom de Vila Nova Futebol Clube, mais trois ans plus tard, il a été rebaptisé Operário et en 1949 Araguaia. En 1950, le club est devenu Fênix Futebol Clube, avant de revenir au nom de Vila Nova FC en 1955.
En 1961, Vila Nova a remporté le premier championnat de l'État de Goiás. En 1977, le club joue pour la première fois dans l'élite nationale, jouant pour le championnat brésilien.
À Goiás, le club domine le championnat local et remporte quatre Campeonatos Goiános entre 1977 et 1980 d'affilée. Jusqu'en 1985, le club participe à cinq autres championnats brésiliens. 
En 1996, Vila Nova  est champion invaincu de la troisième division nationale, la Série C. L'année suivante, le club était quatrième en tant que promu de deuxième division.
En 1999, le club joue la Copa Conmebol, au cours de laquelle le club a été éliminé au premier tour par le CS Alagoano. Pendant ce temps, le club est brièvement tombé au deuxième niveau de l'État, mais est revenu en 2000 et a remporté les championnats d'État en 2001 et 2005.
En 2013, l'équipe a été promue en Série B (deuxième division brésilienne), mais elle a de nouveau été reléguée l'année suivante. En tant que champion de troisième division en 2015, elle a pu revenir en Serie B. Elle refera un aller-retour en 2019 et joue de nouveau en Serie B depuis 2021.

## Palmarès
- Championnat du Brésil de Série C (3) :
  - Champion : 1996, 2015, 2020

- Championnat du Goiás (15) :
  - Champion : 1961, 1962, 1963, 1969, 1973, 1977, 1978, 1979, 1980, 1982, 1984, 1993, 1995, 2001, 2005, 2025

- Championnat du Goiás de Série B (1) :
  - Champion : 2000

- Copa Verde
  - Finaliste : 2021 et 2022

## Joueurs

### Actuels
- Antonio Luis Da Costa
- Tinga

### Anciens
- Luizinho
- Alex Dias